# Regeringen Vilhelm Buhl I
Regeringen Buhl I var Danmarks regering 4. maj 1942-9. november 1942.
Ændring: 16. juli 1942
Den bestod af følgende ministre fra Socialdemokratiet, Det Radikale Venstre, Venstre og Det Konservative Folkeparti:
- Statsminister: V. Buhl (S)
- Udenrigsminister: Erik J.C. Scavenius (RV)
- Finansminister: V. Buhl indtil 16. juli 1942, derefter Alsing E. Andersen (S)
- Indenrigsminister: Knud Kristensen (V)
- Justitsminister: E. Thune Jacobsen (up)
- Undervisningsminister: Jørgen P.L. Jørgensen (RV)
- Kirkeminister: Vilhelm Fibiger (K)
- Forsvarsminister: Søren Brorsen (V)
- Minister for offentlige arbejder: Gunnar Larsen (up)
- Minister for landbrug og fiskeri: Kr.M. Bording (S)
- Minister for handel, industri og søfart: Halfdan Hendriksen (K)
- Arbejds- og socialminister: Johannes Kjærbøl (S)